# Max Pechstein
 (novembre 2024).
Si vous disposez d'ouvrages ou d'articles de référence ou si vous connaissez des sites web de qualité traitant du thème abordé ici, merci de compléter l'article en donnant les références utiles à sa vérifiabilité et en les liant à la section « Notes et références ».
Hermann Max Pechstein (né le 31 décembre 1881 à Zwickau – mort le 26 juin 1955 à Berlin) est un peintre et un graphiste allemand. Ce représentant de l'expressionnisme allemand, du groupe Die Brücke, a surtout peint des portraits, parfois inspirés de motifs exotiques de Palaos, des paysages et des natures mortes.

## Biographie
Max Pechstein est issu d'une famille nombreuse (vivant à huit sur le salaire du père).
Après une formation de décorateur de 1896 à 1900 à Zwickau, Max Pechstein a étudié de 1903 à 1906 à l'académie des Beaux Arts de Dresde. Il y crée déjà des peintures sur verre et sur tissu, ainsi que des mosaïques pour différents architectes. Il fréquente le Musée d'ethnologie de Dresde. Ce dernier présente des gravures sur bois des Mers du Sud (Pechstein partira d'ailleurs quelques années plus tard dans le Pacifique avec sa femme, pour plusieurs mois).

### Membre du groupeDie Brücke
Après sa rencontre avec Ernst Ludwig Kirchner et Erich Heckel, il est le premier et unique peintre ayant suivi une formation académique à rejoindre le groupe d'artistes "Die Brücke". Il reçoit le prix de l'État de Saxe en 1907, qui lui permet de voyager en Italie et à Paris, où il apprécie Van Gogh, Matisse et Gauguin.

### Artiste du mouvementSecession
Il rejoint le groupe de la Berliner Secession en 1908 et fonde en 1910 la Neue Secession (de), avec Max Liebermann, Georg Tappert et d'autre "refusés". Ces liens quant aux mouvements sécessionnistes l'amènent à quitter Die Brücke en 1912. En 1909, il séjourne à Nidden (Isthme de Courlande, actuellement en Lituanie), à la colonie artistique, où il rencontre Elfriede Lauckner et d'autres artistes.
Max Pechstein s'installe à Berlin en 1908 où il rencontre Lotte Kaprolat (1893-1955), un modèle du sculpteur Georg Kolbe (1877-1947). Elle sera la muse de Pechstein de 1909 à 1920. On peut facilement la reconnaître dans ses tableaux où elle est représentée sous une apparence de volupté noire, avec des lèvres pleines et des paupières lourdes. Elle figure sur beaucoup de dessins du peintre des années 1909-1910 et également sur le double portrait que Pechstein a peint et qui les montre en tant que couple. Pechstein et Lotte y portent tous deux des habits bourgeois et des couvre-chefs identiques. Ce tableau souligne la force des liens qui les unissaient. Le regard de Pechstein et les couleurs claires qu'il emploie renforcent le sentiment d'équilibre et d'harmonie spirituelle qui liait le couple. Ils se marièrent d'ailleurs au printemps 1911, mariage dont fut issu son premier fils, Frank, en 1913.

### Soldat de la Première Guerre mondiale
Ses voyages, en Italie (1907, 1931), et dans les Mers du Sud (dont quatre mois aux Palaos, alors dépendance de la colonie de Nouvelle-Guinée allemande) en 1913-1914, ainsi que sa participation à la Première Guerre mondiale et notamment à la Bataille de la Somme, s'expriment dans ses dessins et lithographies de voyage, ainsi que dans des gravures à l'eau forte. Il fonde le "Groupe de Novembre" ainsi que le Conseil de l'ordre des artistes.

### En Poméranie pendant la République de Weimar
Max Pechstein se sépare de Lotte en 1923 et épouse Marta Möller en deuxièmes noces (avec laquelle il aura son second fils). Il intègre l'académie des Beaux Arts de Prusse la même année et y devient professeur. Pechstein découvre en 1921 les environs du lac de Léba, en Poméranie, et ceux du lac voisin de Garder. Il joue, dans ses tableaux, de l'opposition entre cette nature sauvage et les hommes au travail.
Sur son travail en Poméranie, Max Pechstein écrivit par la suite : « Mais qu'est-ce en comparaison avec ma frénésie créative dans ma Poméranie bien-aimée ? La vie authentique dans une nature authentique me manque. Je brûle d'y retourner et suis constamment nostalgique. J'espère pouvoir avoir encore une fois l'occasion d'y séjourner ». Pechstein ne devait plus jamais revoir sa Poméranie.

### Victime du IIIe Reich
On lui retire sa chaire en 1933, année au cours de laquelle ses œuvres sont qualifiées d'art dégénéré. Il est exclu de l'académie des Beaux Arts de Prusse en 1937. Une grande partie de son œuvre est détruite en 1944 par des dommages collatéraux de la guerre.
Il voit l'arrivée de l'armée rouge en 1945 et doit travailler occasionnellement pour la force d'occupation. Il est cependant autorisé à déménager à Berlin-Ouest en 1945.

### Après la Seconde Guerre mondiale

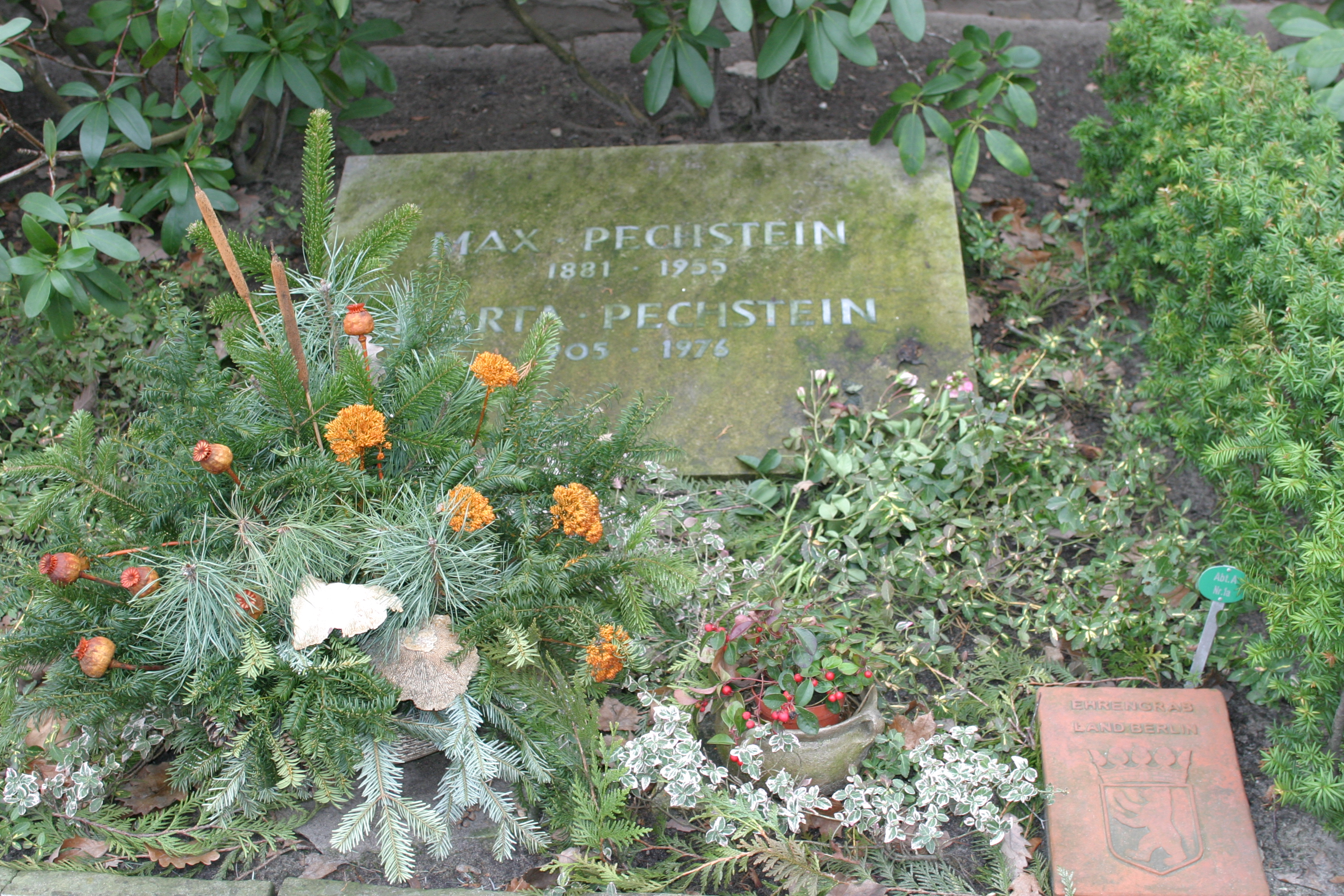
Tombe de Max Pechstein

Max Pechstein devient professeur à l'École des beaux-arts de Berlin en 1945. Parmi ses élèves, on compte Franz Priking.
Il reçoit l'équivalent allemand de la Légion d'honneur en 1952. Il devient également citoyen d'honneur de la ville de Zwickau.
Sa tombe se trouve dans le cimetière évangélique d'Alt-Schmargendorf.
Pour les œuvres conservées en France, on note spécialement:
- Trois nus dans un paysage, de 1911, au  Musée national d'art moderne, Centre Georges Pompidou à Paris, et un
- Paysage de 1912 au Musée des beaux-arts de Nancy.

### Filmographie
- Wilfried Hauke (de), Max Pechstein. Histoire d'un peintre, documentaire, 60'/85', NDR/MDR/Pechstein Stiftung
- Wilfried Hauke (de), Le regard blanc. Expressionnisme et colonialisme, documentaire, 53', 2021, ARTE/NDR